# Nguyễn Minh Chuyên
Nguyễn Minh Chuyên (Phan Thiết, 9 novembre 1985) è un ex calciatore vietnamita, di ruolo centrocampista.

## Carriera

### Club
Comincia a giocare al Bình Thuận. Nel 2005 passa al Cảng Sài Gòn. Nel 2009 si trasferisce al Thành phố HCM. Nel 2011 si accasa al Bình Dương. Nel 2013 viene acquistato dallo Xuân Thành Sàigòn.

### Nazionale
Ha debuttato in nazionale il 28 dicembre 2006, nell'amichevole Singapore-Vietnam (2–3). Ha partecipato, con la nazionale, alla Coppa d'Asia 2007. Ha collezionato in totale, con la maglia della nazionale, 6 presenze.